# Geranium christensenianum
Geranium christensenianum är en näveväxtart som beskrevs av Hand.-mazz.. Geranium christensenianum ingår i släktet nävor, och familjen näveväxter. Inga underarter finns listade i Catalogue of Life.